# Euroliga de 2021-22
A Temporada da Euroliga de 2021–22 foi a 22ª temporada da era moderna da Euroliga e 12ª com patrocínio da empresa aérea Turkish Airlines. A competição sucedeu a Copa dos Campeões Europeus da FIBA, perfazendo desta forma a 65ª edição continental. O Final Four da temporada será disputado na Mercedes-Benz Arena de Berlim, Alemanha, sendo a terceira vez que a arena recebe o evento após 2009 e 2016. Outro fato é que a Alemanha seria o primeiro país na história da Euroliga a sediar o Final Four duas vezes seguidas, 2021 foi em Colônia, essa decisão reafirmaria o país como mercado estratégico em crescimento para a EuroLeague Basketball, porém em 4 de março de 2022, a Euroleague Basketball optou pela alteração das datas das finais e a sede para Belgrado na Arena Stark. Essa decisão de alterar a sede do Final Four deve-se muito ao endurecimento das normas sanitárias na Alemanha e principalmente na capital germânica para combate à Pandemia de COVID-19 na Alemanha.

## Clubes participantes
Para a temporada 2021-22 a Euroliga é disputada por dezoito equipes representado dez países. Em 24 de fevereiro de 2022 houve o episódio da Invasão da Ucrânia pela Rússia em 2022 e desta forma realizou-se em 28 de fevereiro reunião com os membros da Direção da Euroliga e optou-se pela suspensão dos jogos das equipes da Federação Russa em território russo. Porém em 22 de março a Euroliga foi mais austera e excluiu as equipes russas, bem como anulou seus resultados.
| Clube                          | Localização     | Arena                                   | Capacidade   | Treinador            |
| ------------------------------ | --------------- | --------------------------------------- | ------------ | -------------------- |
| ALBA Berlin                    | Berlim          | Mercedes-Benz Arena                     | 14 500       | Aíto García Reneses  |
| Anadolu Efes Istanbul          | Istambul        | Sinan Erdem Dome                        | 16 000       | Ergin Ataman         |
| AS Monaco                      | Monaco-Ville    | Salle Gaston Médecin                    | 3 000        | Zvezdan Mitrović     |
| AX Armani Exchange Olimpia     | Milão           | Mediolanum Forum                        | 12.700       | Ettore Messina       |
| Crvena Zvezda mts Belgrade     | Belgrado        | Pavilhão Aleksandar Nikolić Štark Arena | 5 878 18 386 | Dejan Radonjić       |
| CSKA Moscou                    | Moscovo         | Arena Megasport                         | 13.126       | Dimitrios Itoudis    |
| FC Barcelona                   | Barcelona       | Palau Blaugrana                         | 7.585        | Šarūnas Jasikevičius |
| FC Bayern München              | Munique         | Audi Dome                               | 6.700        | Andrea Trinchieri    |
| Fenerbahçe Beko Istanbul       | Istambul        | Ülker Sports Arena                      | 13.059       | Igor Kokoškov        |
| LDLC ASVEL Villeurbanne        | Villeurbanne    | Astroballe                              | 5 556        | T. J. Parker         |
| Maccabi Playtika Tel Aviv      | Tel Aviv        | Arena Menora Mivtachim                  | 10.383       | Ioannis Sfairopoulos |
| Olympiacos Piraeus             | Pireu           | Estádio da Paz e da Amizade             | 11.640       | Georgios Bartzokas   |
| Panathinaikos OPAP Athens      | Atenas          | OACA                                    | 18.989       | Dimitris Priftis     |
| Real Madrid                    | Madrid          | WiZink Center                           | 15.000       | Pablo Laso           |
| Bitci Baskonia Vitoria-Gasteiz | Vitoria-Gasteiz | Arena Fernando Buesa                    | 15.504       | Duško Ivanović       |
| UNICS Kazan                    | Cazã            | Basket-Hall Kazan                       | 7 482        | Velimir Perasović    |
| Žalgiris Kaunas                | Caunas          | Arena Žalgiris                          | 15.552       | Arne Woltmann        |
| Zenit St Petersburg            | São Petersburgo | Sibur Arena                             | 7 120        | Xavi Pascual         |

## Temporada regular

### Classificação
| Pos. | Clube                          | J  | V  | D  | %V   | P+   | P-   | SP   | C     | F    | Pr. | U10 | Classificação |
| ---- | ------------------------------ | -- | -- | -- | ---- | ---- | ---- | ---- | ----- | ---- | --- | --- | ------------- |
| 1    | FC Barcelona                   | 28 | 21 | 7  | 75   | 2275 | 2101 | 174  | 15-2  | 9-6  | 4-0 | 7-3 | Playoffs      |
| 2    | Olympiacos Piraeus             | 28 | 19 | 9  | 67,9 | 2222 | 2045 | 177  | 13-1  | 7-10 | 2-1 | 8-2 | Playoffs      |
| 3    | AX Armani Exchange Olimpia     | 28 | 19 | 9  | 67.9 | 2069 | 1992 | 77   | 11-4  | 10-7 | 0-1 | 6-4 | Playoffs      |
| 4    | Real Madrid                    | 28 | 18 | 10 | 64.3 | 2181 | 2079 | 102  | 15-2  | 7-9  | 2-0 | 2-8 | Playoffs      |
| 5    | Maccabi Playtika Tel Aviv      | 28 | 17 | 11 | 60.7 | 2272 | 2209 | 63   | 13-3  | 5-11 | 0-0 | 8-2 | Playoffs      |
| 6    | Anadolu Efes Istanbul          | 28 | 16 | 12 | 57.1 | 2322 | 2221 | 101  | 13-4  | 5-12 | 1-2 | 6-4 | Playoffs      |
| 7    | AS Monaco                      | 28 | 15 | 13 | 53.6 | 2311 | 2225 | 86   | 11-6  | 8-8  | 2-2 | 8-2 | Playoffs      |
| 8    | FC Bayern München              | 28 | 14 | 14 | 50   | 2123 | 2105 | 18   | 9-5   | 5-12 | 0-0 | 4-6 | Playoffs      |
| 9    | Bitci Baskonia Vitoria-Gasteiz | 28 | 12 | 16 | 42.9 | 2116 | 2186 | -70  | 9-7   | 3-13 | 0-0 | 5-5 |               |
| 10   | ALBA Berlin                    | 28 | 12 | 16 | 42.9 | 2121 | 2239 | -118 | 10-7  | 4-13 | 0-0 | 6-4 |               |
| 11   | Crvena Zvezda mts Belgrade     | 28 | 12 | 16 | 42.9 | 2041 | 2089 | -48  | 10-*6 | 4-13 | 0-2 | 5-5 |               |
| 12   | Fenerbahçe Beko Istanbul       | 28 | 10 | 18 | 35.7 | 2051 | 2099 | -48  | 10-5  | 3-13 | 0-0 | 2-8 |               |
| 13   | Panathinaikos OPAP Athens      | 28 | 9  | 19 | 32.1 | 2089 | 2235 | -146 | 8-9   | 2-13 | 0-0 | 5-5 |               |
| 14   | LDLC ASVEL Villeurbanne        | 28 | 8  | 20 | 28.6 | 2036 | 2239 | -203 | 6-11  | 4-11 | 0-0 | 1-9 |               |
| 15   | Žalgiris Kaunas                | 28 | 8  | 20 | 28.6 | 2084 | 2249 | -165 | 6-11  | 2-13 | 1-1 | 5-5 |               |
| 16   | Zenit St Petersburg            | 0  | 0  | 0  | 0    | 0    | 0    | 0    | 0     | 0    | 0   | 0   | Excluídos     |
| 17   | CSKA Moscou                    | 0  | 0  | 0  | 0    | 0    | 0    | 0    | 0     | 0    | 0   | 0   | Excluídos     |
| 18   | UNICS Kazan                    | 0  | 0  | 0  | 0    | 0    | 0    | 0    | 0     | 0    | 0   | 0   | Excluídos     |

fonte:euroleague.net

### Confrontos
| ↓ Casa\Visitante →         | ALB   | ANA    | ASM    | ARM   | CRV    | CSK    | FCB   | FBA   | FEN   | ASV   | MAC    | OLY   | PAN    | RMA   | BAS   | UNI     | ZAL   | ZEN   |
| -------------------------- | ----- | ------ | ------ | ----- | ------ | ------ | ----- | ----- | ----- | ----- | ------ | ----- | ------ | ----- | ----- | ------- | ----- | ----- |
| ALBA Berlin                |       | 63-90  | 92-84  | 81-76 | 74-70  | 90-93  | 79-95 | 69-82 | 84-70 | 67-71 | 91-86  | 90-75 | 87-78  | 74-89 | 76-80 | 81-53   | 82-74 | 76-67 |
| Anadolu Efes Istanbul      | 87-77 |        | 98-77  | 77-83 | 84-83  | 96-100 | 93-95 | 81-76 | 84-79 | 78-72 | 109-77 | 88-69 | 82-81  | 93-90 | 87-72 | 71-68   | 94-60 | 79-90 |
| AS Monaco                  | 91-74 | 102-80 |        | 65-71 | 70-62  | 97-80  | 81-85 | 94-71 | 92-78 | 84-85 | 82-76  | 92-72 | 75-63  | 84-90 | 78-68 | 79-76   | 82-83 | 74-85 |
| AX Armani Exchange Olimpia | 84-76 | 75-71  | 63-72  |       | 79-62  | 84-74  | 75-70 | 84-77 | 60-71 | 73-72 | 83-72  | 72-93 | 75-54  | 73-75 | 89-78 | SUS     | 65-58 | SUS   |
| Crvena Zvezda Belgrade     | 63-78 | 93-85  | 80-91  | 57-63 |        | SUS    | 69-76 | 81-78 | 74-69 | 73-67 | 84-77  | 81-76 | 81-48  | 65-62 | 86-83 | 78-98   | 73-61 | 76-80 |
| CSKA Moscou                | 91-72 | 97-99  | SUS    | 57-67 | 78-76  |        | SUS   | 77-74 | 82-91 | 90-83 | 74-73  | 88-82 | 97-77  | SUS   | SUS   | 67-88   | SUS   | 77-67 |
| FC Barcelona               | 96-84 | 82-77  | 88-83  | 73-75 | 82-70  | 81-73  |       | 71-66 | 88-67 | 84-71 | 80-104 | 79-78 | 86-60  | 93-80 | 93-67 | 111-109 | 96-73 | 84-58 |
| FC Bayern München          | 62-56 | 83-71  | 78-83  | 83-77 | 82-57  | SUS    | 72-80 |       | 71-63 | 73-65 | 70-52  | 88-98 | 81-78  | 76-80 | 76-81 | SUS     | 74-65 | SUS   |
| Fenerbahçe Beko Istambul   | 57-66 | 84-89  | 96-86  | 43-68 | 61-57  | SUS    | 74-76 | 81-76 |       | 85-76 | 90-79  | 94-80 | 59-62  | 66-51 | 75-53 | 80-41   | 73-67 | SUS   |
| LDLC ASVEL Villeurbanne    | 80-82 | 75-73  | 75-100 | 80-81 | 69-67  | 70-68  | 60-80 | 68-77 | 84-82 |       | 85-93  | 80-94 | 63-76  | 74-87 | 69-72 | 85-82   | 88-76 | 61-71 |
| Maccabi Playtika Tel Aviv  | 87-78 | 78-92  | 95-84  | 75-58 | 63-75  | 84-75  | 85-68 | 69-68 | 85-76 | 94-73 |        | 84-69 | 77-73  | 75-74 | 94-93 | 74-85   | 76-62 | SUS   |
| Olympiacos Piraeus         | 87-83 | 87-85  | 86-65  | 67-58 | 72-76  | SUS    | 76-66 | 83-60 | 67-65 | 89-54 | 90-73  |       | 101-73 | 74-68 | 75-50 | SUS     | 83-68 | SUS   |
| Panathinaikos Athens       | 82-67 | 95-69  | 83-91  | 75-76 | 79-73  | 74-98  | 82-85 | 80-67 | 91-87 | 70-84 | 83-95  | 65-84 |        | 87-86 | 75-63 | 72-74   | 83-96 | 70-64 |
| Real Madrid                | 87-64 | 82-69  | 94-86  | 92-88 | 79-67  | 71-65  | 68-86 | 88-97 | 70-69 | 70-58 | 72-70  | 75-67 | 88-65  |       | 89-74 | 85-68   | 95-82 | 85-64 |
| Baskonia Vitoria-Gasteiz   | 85-68 | 87-74  | 78-66  | 64-78 | 93-74  | 74-80  | 94-75 | 77-84 | 77-62 | 91-66 | 69-87  | 62-72 | 81-79  | 60-88 |       | SUS     | 96-79 | 82-90 |
| UNICS Kazan                | 85-71 | 75-67  | 80-88  | 97-71 | 77-84  | 75-86  | 70-64 | 73-70 | SUS   | SUS   | SUS    | 84-87 | SUS    | 65-58 | 83-69 |         | 66-53 | 69-70 |
| Žalgiris Kaunas            | 71-79 | 71-85  | 98-107 | 70-74 | 103-98 | 51-73  | 91-84 | 73-75 | 86-75 | 68-72 | 78-94  | 73-84 | 76-69  | 68-47 | 72-68 | 67-76   |       | 64-70 |
| Zenit St Petersburg        | 75-66 | 76-67  | 77-86  | 74-70 | 58-69  | SUS    | SUS   | 79-71 | 80-86 | SUS   | 73-71  | 84-78 | SUS    | 68-75 | 83-54 | SUS     | SUS   |       |

fonte: Resultados extraídos de euroleague.net
SUS: Jogos suspensos

## Playoffs
|  | Quartas de final | Quartas de final         | Quartas de final |              |                  | Semifinais   | Semifinais | Semifinais |  |  | Final   | Final       | Final |
|  |                  |                          |                  |              |                  |              |            |            |  |  |         |             |       |
|  |                  |                          |                  |              |                  |              |            |            |  |  |         |             |       |
|  | Espanha          | FC Barcelona             | 3                |              |                  |              |            |            |  |  |         |             |       |
|  | Alemanha         | FC Bayern München        | 2                |              |                  |              |            |            |  |  |         |             |       |
|  | Alemanha         | FC Bayern München        | 2                |              | Espanha          | FC Barcelona | 83         |            |  |  |         |             |       |
|  |                  |                          |                  |              | Espanha          | FC Barcelona | 83         |            |  |  |         |             |       |
|  |                  | Espanha                  | Real Madrid      | 86           |                  |              |            |            |  |  |         |             |       |
|  | Espanha          | Espanha                  | Real Madrid      | 86           | Real Madrid      | 3            |            |            |  |  |         |             |       |
|  | Espanha          |                          |                  |              | Real Madrid      | 3            |            |            |  |  |         |             |       |
|  | Israel           | Maccabi Tel Aviv         | 0                |              |                  |              |            |            |  |  |         |             |       |
|  |                  |                          |                  |              |                  |              |            |            |  |  | Espanha | Real Madrid | 57    |
|  |                  |                          | Turquia          | Anadolu Efes | 58               |              |            |            |  |  |         |             |       |
|  | Itália           | AX Armani Olimpia Milano | 1                |              |                  |              |            |            |  |  |         |             |       |
|  | Turquia          | Anadolu Efes             | 3                |              |                  |              |            |            |  |  |         |             |       |
|  | Turquia          | Anadolu Efes             | 3                |              | Turquia          | Anadolu Efes | 77         |            |  |  |         |             |       |
|  |                  |                          |                  |              | Turquia          | Anadolu Efes | 77         |            |  |  |         |             |       |
|  |                  | Grécia                   | Olympiacos Pireu | 74           |                  |              |            |            |  |  |         |             |       |
|  | Grécia           | Grécia                   | Olympiacos Pireu | 74           | Olympiacos Pireu | 3            |            |            |  |  |         |             |       |
|  | Grécia           |                          |                  |              | Olympiacos Pireu | 3            |            |            |  |  |         |             |       |
|  | França           | AS Monaco                | 2                |              |                  |              |            |            |  |  |         |             |       |

### Quartas de finais
| Time 1                     | Série | Time 2                    | 1º Jogo | 2º Jogo | 3º Jogo | 4º Jogo | 5º Jogo |
| -------------------------- | ----- | ------------------------- | ------- | ------- | ------- | ------- | ------- |
| FC Barcelona               | 3 - 2 | FC Bayern München         | 77 - 67 | 75 - 90 | 75 - 66 | 52 - 59 | 81 - 72 |
| Real Madrid                | 3 - 0 | Maccabi Playtika Tel Aviv | 84 - 74 | 95 - 66 | 87 - 76 | -       | -       |
| AX Armani Exchange Olimpia | 1 - 3 | Anadolu Efes Istanbul     | 48 - 64 | 73 - 66 | 65 - 77 | 70 - 75 | -       |
| Olympiacos Piraeus         | 3 - 2 | AS Monaco                 | 71 - 54 | 72 - 96 | 87 - 83 | 77 - 78 | 94 - 88 |

### Semifinais
| Time 1             | Placar  | Time 2                |
| ------------------ | ------- | --------------------- |
| FC Barcelona       | 83 - 86 | Real Madrid           |
| Olympiacos Piraeus | 74 - 77 | Anadolu Efes Istanbul |

### Decisão de terceiro lugar
| Time 1       | Placar  | Time 2             |
| ------------ | ------- | ------------------ |
| FC Barcelona | 84 - 74 | Olympiacos Piraeus |

### Final
| Time 1      | Placar  | Time 2                |
| ----------- | ------- | --------------------- |
| Real Madrid | 57 - 58 | Anadolu Efes Istanbul |

### Premiação
| Turkish Airlines EuroLeague 2021-22 |
| Anadolu Efes Istambul               |
| ----------------------------------- |
| Campeão (2° título)                 |

## MVP por mês
| Mês       | Jogador            | Clube                 | Ref    |
| 2021      | 2021               | 2021                  | 2021   |
| --------- | ------------------ | --------------------- | ------ |
| Outubro   | Nikola Mirotić     | FC Barcelona          | [ 9 ]  |
| Novembro  | Edy Tavares        | Real Madrid           | [ 10 ] |
| Dezembro  | Nikola Mirotić (2) | FC Barcelona          | [ 10 ] |
| 2022      |                    |                       |        |
| Janeiro   | Guerschon Yabusele | Real Madrid           | [ 11 ] |
| Fevereiro | Sasha Vezenkov     | Olympiacos Piraeus    | [ 12 ] |
| Março     | Mike James         | AS Monaco             | [ 13 ] |
| Abril     | Shane Larkin       | Anadolu Efes Istanbul | [ 14 ] |
| Maio      |                    |                       |        |

## MVP por rodada
| Rod. | Jogador              | Clube                          | Val. | Ref.   |
| ---- | -------------------- | ------------------------------ | ---- | ------ |
| 1    | Scottie Wilbekin     | Maccabi Playtika Tel Aviv      | 32   | [ 15 ] |
| 2    | Tornike Shengelia    | CSKA Moscou                    | 29   | [ 16 ] |
| 3    | Tornike Shengelia    | CSKA Moscou                    | 37   | [ 17 ] |
| 4    | Brandon Davies       | FC Barcelona                   | 38   | [ 18 ] |
| 5    | Will Clyburn         | CSKA Moscou                    | 32   | [ 19 ] |
| 6    | Daryl Macon          | Panathinaikos OPAP             | 38   | [ 20 ] |
| 7    | Élie Okobo           | LDLC ASVEL Villeurbanne        | 37   | [ 21 ] |
| 8    | Chris Jones          | LDLC ASVEL Villeurbanne        | 27   | [ 22 ] |
| 9    | Nikola Mirotić       | FC Barcelona                   | 37   | [ 23 ] |
| 10   | Scottie Wilbekin     | Maccabi Playtika Tel Aviv      | 37   | [ 24 ] |
| 11   | Lorenzo Brown        | UNICS Kazan                    | 31   | [ 25 ] |
| 12   | Willian Howard       | LDLC ASVEL Villeurbanne        | 33   | [ 26 ] |
| 13   | Sasha Vezenkov       | Olympiacos Piraeus             | 36   | [ 27 ] |
| 14   | Nikola Mirotić       | FC Barcelona                   | 39   | [ 28 ] |
| 15   | Mike James           | AS Monaco                      | 31   | [ 29 ] |
| 15   | Vasilije Micić       | Anadolu Efes Istanbul          | 31   | [ 29 ] |
| 16   | Shane Larkin         | Anadolu Efes Istanbul          | 37   | [ 30 ] |
| 17   | Wade Baldwin         | Bitci Baskonia Vitoria-Gasteiz | 33   | [ 31 ] |
| 18   | Billy Baron          | Zenit St Petersburg            | 30   | [ 32 ] |
| 19   | Shane Larkin (2)     | Anadolu Efes Istanbul          | 30   | [ 10 ] |
| 20   | Daniel Hackett       | CSKA Moscou                    | 26   | [ 10 ] |
| 21   | Daniel Hackett (2)   | CSKA Moscou                    | 38   | [ 10 ] |
| 22   | Ante Žižić           | Maccabi Playtika Tel Aviv      | 33   | [ 10 ] |
| 23   | Nikola Milutinov     | CSKA Moscou                    | 28   | [ 10 ] |
| 24   | James Nunnally       | Maccabi Playtika Tel Aviv      | 38   | [ 33 ] |
| 25   | Nikola Milutinov     | CSKA Moscou                    | 36   | [ 34 ] |
| 26   | Nicolás Laprovittola | FC Barcelona                   | 27   | [ 35 ] |
| 27   | Vasilije Micić (2)   | Anadolu Efes Istanbul          | 30   | [ 36 ] |
| 28   | Dante Exum           | FC Barcelona                   | 31   | [ 37 ] |
| 29   | Maodo Lô             | ALBA Berlin                    | 34   | [ 38 ] |
| 30   | Wade Baldwin IV      | Bitci Baskonia Vitoria-Gasteiz | 29   | [ 39 ] |
| 31   | Vasilije Micić (3)   | Anadolu Efes Istanbul          | 29   | [ 40 ] |
| 31   | Howard Sant-Roos     | Panathinaikos OPAP             | 29   | [ 40 ] |
| 32   | Sasha Vezenkov       | Olympiacos Piraeus             | 36   | [ 41 ] |
| 33   | Shane Larkin (3)     | Anadolu Efes Istanbul          | 36   | [ 42 ] |
| 34   | Georgios Papagiannis | Panathinaikos OPAP             | 31   | [ 43 ] |

## MVP por Rodada de Playoff
| Rod. | Jogador              | Clube        | Val. | Ref.   |
| ---- | -------------------- | ------------ | ---- | ------ |
| 1    | Brandon Davies       | FC Barcelona | 24   | [ 44 ] |
| 2    | Vincent Poirier      | Real Madrid  | 31   | [ 45 ] |
| 3    | Nikola Mirotić       | FC Barcelona | 31   | [ 46 ] |
| 4    | Tibor Pleiß          | Anadolu Efes | 37   | [ 46 ] |
| 5    | Nicolás Laprovittola | FC Barcelona | 30   | [ 47 ] |